# La Codosera
La Codosera ist eine spanische Gemeinde (municipio) und ein Wallfahrtsort mit 2.025 Einwohnern (Stand: 2024) in der Provinz Badajoz in der Autonomen Gemeinschaft Extremadura. Neben dem Hauptort La Codosera gehören die Ortschaften El Marco, La Tojera, La Rabaza und Bacoco zur Gemeinde.

## Lage
La Codosera liegt etwa 57 Kilometer nordnordwestlich von Badajoz in einer Höhe von ca. 335 m an der Grenze zu Portugal am Ostrand der Serra de São Mamede. Die Grenze wird durch den Río Abrilongo repräsentiert. Der höchste Punkt der Gemeinde ist der La Lamparona mit 596 m.

## Marienwallfahrtsort

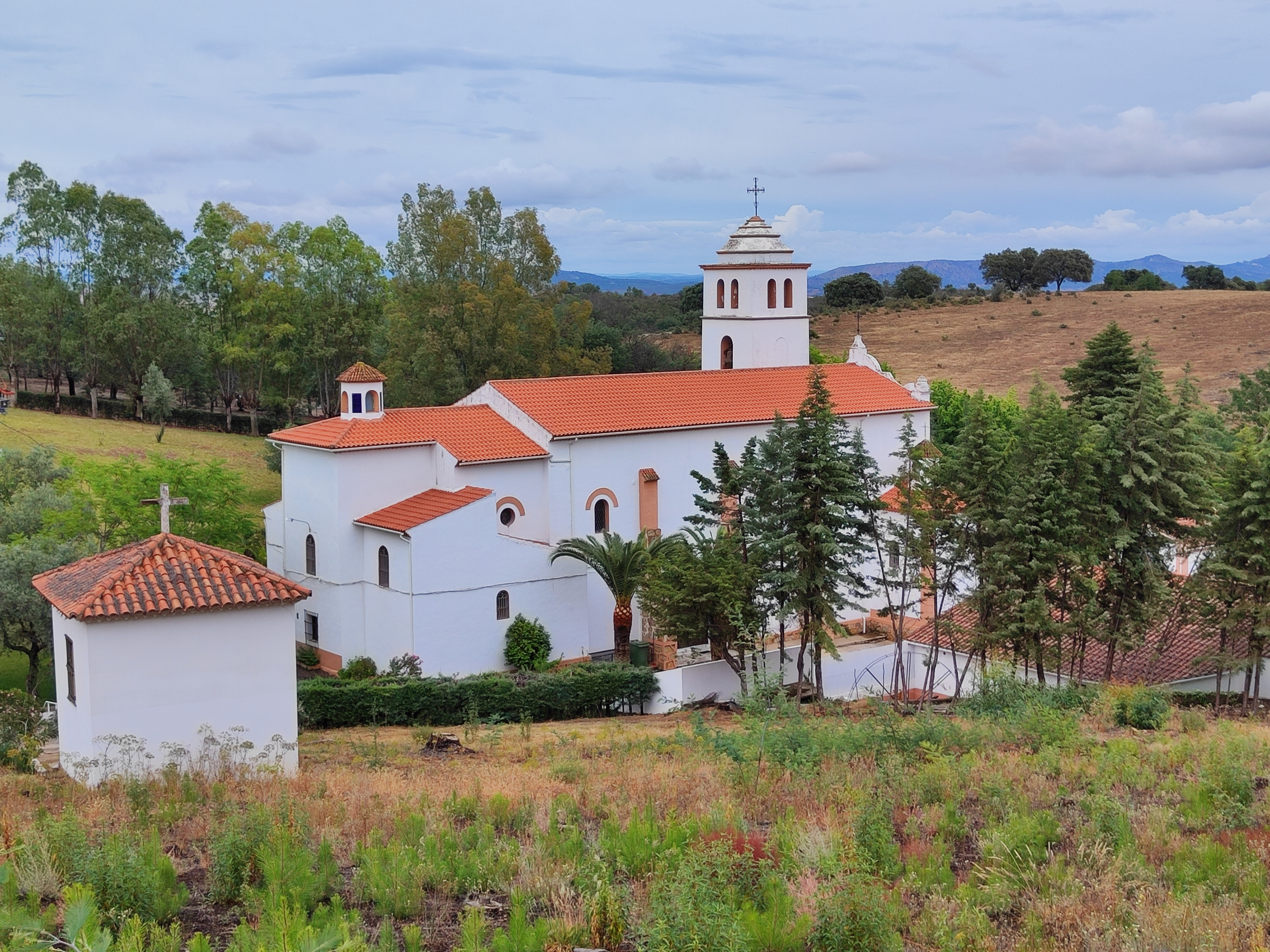
Die Wallfahrtskirche

La Codosera wurde über Spanien hinaus als Marienwallfahrtsort bekannt. Zwei Mädchen – Marcelina Barroso Expósito (damals 10 Jahre alt) und Afra Brígido Blanco (damals 17 Jahre alt) – behaupteten, dass ihnen die Jungfrau Maria erschienen sei, erstmals am 27. Mai 1945.
Die Nachricht verbreitete sich, Pilger kamen, 1947 wurde in Chandavila, dem von den Mädchen angegebenen Ort der Erscheinungen südlich von La Codosera, eine kleine Kapelle gebaut, dann mit Zustimmung von José María Alcaráz y Alenda, Bischof von Badajoz, eine Kirche. Der Hauptwallfahrtstag ist alljährlich der 27. Mai. Am 22. August 2024 erteilte Kardinal Víctor Manuel Fernández als Präfekt des Dikasteriums für die Glaubenslehre dem Erzbischof von Mérida-Badajoz, José Rodríguez Carballo, das „Nihil obstat“, die Erklärung, dass der Wallfahrt nach La Codosera aus theologischer Sicht nicht entgegensteht.

## Sehenswürdigkeiten
- Pfarrkirche (Iglesia de Nuestra Señora de la Piedad)
- Wallfahrtskirche in Chandavila